# 3333 Schaber
3333 Schaber este un asteroid din centura principală, descoperit pe 9 octombrie 1980 de Carolyn Shoemaker.